# Nico Schulz
Nico Schulz (Berlín, Alemania, 1 de abril de 1993) es un futbolista alemán que juega como defensa en el Ankaragücü de la TFF Primera División.

## Trayectoria

### Inicios
Nico Schulz, nacido en Berlín, comenzó su carrera juvenil en el año 2000 en el equipo de BSC Rehberge Berlín. Allí comenzó a destacarse a temprana edad, llamando incluso la atención de equipos importantes como el Liverpool Football Club pero finalmente permaneció en Berlín un tiempo más.

### Hertha BSC II
En los siguientes años, Schulz pasó a formar parte del primer equipo juvenil de Hertha BSC II, llegando a la final juvenil de la DFB-Pokal en la temporada 2009-10, pero perdió 1-2 contra el TSG 1899 Hoffenheim.

### Hertha BSC
Una vez comenzada la temporada 2010-11 el futbolista alemán fue incorporado al plantel de primera del Hertha BSC, donde llamó y mucho a la atención del cuerpo técnico. 
El 14 de agosto de 2010 hizo su debut con el equipo al ingresar en el minuto 81 en reemplazo de Valeri Domovchiyski para disputar el partido de primera ronda de la DFB-Pokal en la victoria por 2 a 0 frente al SC Pfullendorf. A pesar de ello, nunca logró asentarse como titular en club alemán.
El 30 de marzo de 2013 Nico Schulz convirtió su primer gol oficial en el Hertha BSC en un partido disputado frente al VfL Bochum de Alemania.

### Borussia Mönchengladbach
El 18 de agosto de 2015 se hace oficial la contratación del mediocampista por el Borussia Mönchengladbach tras abonar la suma de 4 millones de euros al Hertha BSC, firmando un contrato por 4 años.

### Borussia Dortmund
El 21 de mayo de 2019, el Borussia Dortmund hizo oficial su incorporación para las siguientes cinco temporadas.
Fue apartado del equipo en mayo de 2022 a partir de casos de violencia doméstica imputados sobre él. En 2023 el club terminó su contrato luego de haber esperado durante varios meses una oferta por el jugador.
Tras más de un año sin equipo, en septiembre de 2024 fichó por el Ankaragücü.

## Estadísticas

### Clubes
Actualizado al último partido disputado el 7 de mayo de 2022.
| Club | Div.                | Temporada           | Liga  | Liga  | Liga   | Copas nacionales * | Copas nacionales * | Copas nacionales * | Copas internacionales ** | Copas internacionales ** | Copas internacionales ** | Total | Total | Total  |
| Club | Div.                | Temporada           | Part. | Goles | Asist. | Part.              | Goles              | Asist.             | Part.                    | Goles                    | Asist.                   | Part. | Goles | Asist. |
| --- | ------------------- | ------------------- | ----- | ----- | ------ | ------------------ | ------------------ | ------------------ | ------------------------ | ------------------------ | ------------------------ | ----- | ----- | ------ |
| Hertha Berlín · Alemania | 2.ª                 | 2010-11             | 21    | 0     | 2      | 2                  | 0                  | 0                  | 0                        | 0                        | 0                        | 23    | 0     | 2      |
| Hertha Berlín · Alemania | 2.ª                 | 2011-12             | 0     | 0     | 0      | 0                  | 0                  | 0                  | 0                        | 0                        | 0                        | 0     | 0     | 0      |
| Hertha Berlín · Alemania | 2.ª                 | 2012-13             | 20    | 1     | 3      | 0                  | 0                  | 0                  | 0                        | 0                        | 0                        | 20    | 1     | 3      |
| Hertha Berlín · Alemania | 1.ª                 | 2013-14             | 23    | 0     | 1      | 1                  | 0                  | 0                  | 0                        | 0                        | 0                        | 24    | 0     | 1      |
| Hertha Berlín · Alemania | 1.ª                 | 2014-15             | 28    | 1     | 1      | 1                  | 0                  | 0                  | 0                        | 0                        | 0                        | 29    | 1     | 1      |
| Hertha Berlín · Alemania | 1.ª                 | 2015-16             | 1     | 0     | 0      | 1                  | 0                  | 1                  | 0                        | 0                        | 0                        | 2     | 0     | 1      |
| Hertha Berlín · Alemania | Total               | Total               | 93    | 2     | 7      | 5                  | 0                  | 1                  | 0                        | 0                        | 0                        | 98    | 2     | 8      |
| Borussia Mönchengladbach · Alemania | 1.ª                 | 2015-16             | 1     | 0     | 0      | 0                  | 0                  | 0                  | 1                        | 0                        | 0                        | 2     | 0     | 0      |
| Borussia Mönchengladbach · Alemania | 1.ª                 | 2016-17             | 12    | 1     | 2      | 1                  | 0                  | 0                  | 3                        | 0                        | 0                        | 16    | 1     | 2      |
| Borussia Mönchengladbach · Alemania | Total               | Total               | 13    | 1     | 2      | 1                  | 0                  | 0                  | 4                        | 0                        | 0                        | 18    | 1     | 2      |
| TSG 1899 Hoffenheim · Alemania | 1.ª                 | 2017-18             | 27    | 1     | 5      | 2                  | 0                  | 0                  | 5                        | 1                        | 0                        | 34    | 2     | 5      |
| TSG 1899 Hoffenheim · Alemania | 1.ª                 | 2018-19             | 30    | 1     | 6      | 2                  | 1                  | 2                  | 5                        | 0                        | 1                        | 37    | 2     | 9      |
| TSG 1899 Hoffenheim · Alemania | Total               | Total               | 57    | 2     | 11     | 4                  | 1                  | 2                  | 10                       | 1                        | 1                        | 71    | 4     | 14     |
| Borussia Dortmund · Alemania | 1.ª                 | 2019-20             | 11    | 1     | 0      | 4                  | 0                  | 0                  | 3                        | 0                        | 0                        | 18    | 1     | 0      |
| Borussia Dortmund · Alemania | 1.ª                 | 2020-21             | 13    | 0     | 0      | 3                  | 0                  | 0                  | 3                        | 0                        | 0                        | 19    | 0     | 0      |
| Borussia Dortmund · Alemania | 1.ª                 | 2021-22             | 16    | 0     | 2      | 2                  | 0                  | 0                  | 6                        | 0                        | 1                        | 24    | 0     | 3      |
| Borussia Dortmund · Alemania | Total               | Total               | 40    | 1     | 2      | 9                  | 0                  | 0                  | 12                       | 0                        | 1                        | 61    | 1     | 3      |
| Total en su carrera | Total en su carrera | Total en su carrera | 203   | 6     | 22     | 19                 | 1                  | 3                  | 26                       | 1                        | 2                        | 248   | 8     | 27     |
| (1) Incluye datos de Copa de Alemania y Supercopa de Alemania. (2) Incluye datos de Liga Europea de la UEFA y Liga de Campeones de la UEFA. (3) No incluye goles en partidos amistosos. |                     |                     |       |       |        |                    |                    |                    |                          |                          |                          |       |       |        |

### Selección nacional
La siguiente tabla detalla los encuentros disputados y los goles marcados por Schulz con la selección alemana.
| Sub-15 · Alemania | 2008  | 1  | 0 | 0 | -  | - | - | - | - | - | 1  | 0 | 0 |
| Sub-15 · Alemania | Total | 1  | 0 | 0 | 0  | 0 | 0 | 0 | 0 | 0 | 1  | 0 | 0 |
| Sub-16 · Alemania | 2008  | 6  | 0 | 0 | -  | - | - | - | - | - | 6  | 0 | 0 |
| Sub-16 · Alemania | 2009  | 5  | 0 | 0 | -  | - | - | - | - | - | 5  | 0 | 0 |
| Sub-16 · Alemania | Total | 11 | 0 | 0 | 0  | 0 | 0 | 0 | 0 | 0 | 11 | 0 | 0 |
| Sub-17 · Alemania | 2009  | 6  | 0 | 0 | -  | - | - | - | - | - | 6  | 0 | 0 |
| Sub-17 · Alemania | 2010  | 6  | 0 | 0 | -  | - | - | - | - | - | 6  | 0 | 0 |
| Sub-17 · Alemania | Total | 12 | 0 | 0 | 0  | 0 | 0 | 0 | 0 | 0 | 12 | 0 | 0 |
| Sub-18 · Alemania | 2011  | 2  | 0 | 0 | -  | - | - | - | - | - | 2  | 0 | 0 |
| Sub-18 · Alemania | Total | 2  | 0 | 0 | 0  | 0 | 0 | 0 | 0 | 0 | 2  | 0 | 0 |
| Sub-19 · Alemania | 2011  | 8  | 2 | 5 | -  | - | - | - | - | - | 8  | 2 | 5 |
| Sub-19 · Alemania | 2012  | 3  | 2 | 0 | -  | - | - | - | - | - | 3  | 2 | 0 |
| Sub-19 · Alemania | Total | 11 | 4 | 5 | 0  | 0 | 0 | 0 | 0 | 0 | 11 | 4 | 5 |
| Sub-20 · Alemania | 2012  | 1  | 0 | 0 | -  | - | - | - | - | - | 1  | 0 | 0 |
| Sub-20 · Alemania | Total | 1  | 0 | 0 | 0  | 0 | 0 | 0 | 0 | 0 | 1  | 0 | 0 |
| Sub-21 · Alemania | 2013  | 1  | 0 | 0 | 3  | 0 | 0 | - | - | - | 4  | 0 | 0 |
| Sub-21 · Alemania | 2014  | 1  | 0 | 0 | 3  | 1 | 0 | - | - | - | 4  | 1 | 0 |
| Sub-21 · Alemania | 2015  | 2  | 0 | 0 | -  | - | - | 4 | 1 | 0 | 6  | 1 | 0 |
| Sub-21 · Alemania | Total | 4  | 0 | 0 | 6  | 1 | 0 | 4 | 1 | 0 | 14 | 2 | 0 |
| Absoluta · Alemania | 2018  | 2  | 1 | 0 | 2  | 0 | 0 | - | - | - | 4  | 1 | 0 |
| Absoluta · Alemania | 2019  | 1  | 0 | 0 | 4  | 1 | 1 | - | - | - | 4  | 1 | 1 |
| Absoluta · Alemania | Total | 3  | 1 | 0 | 5  | 1 | 1 | 0 | 0 | 0 | 8  | 2 | 1 |
| Total | Total | 44 | 5 | 5 | 11 | 2 | 1 | 4 | 1 | 0 | 59 | 8 | 6 |
| (1) Incluye datos de clasificación europea, mundialista y Liga de las Naciones de la UEFA. (2) Incluye datos de la Eurocopa Sub-21. |       |    |   |   |    |   |   |   |   |   |    |   |   |

#### Goles internacionales
| N.º | Fecha                   | Estadio                                     | Rival        | Gol | Resultado | Competición                 |
| --- | ----------------------- | ------------------------------------------- | ------------ | --- | --------- | --------------------------- |
| 1   | 9 de septiembre de 2018 | Rhein-Neckar-Arena, Sinsheim, Alemania      | Perú         | 2-1 | 2-1       | Amistoso                    |
| 2   | 24 de marzo de 2019     | Johan Cruyff Arena, Ámsterdam, Países Bajos | Países Bajos | 2-3 | 2-3       | Clasificación Eurocopa 2020 |

### Resumen estadístico
| Competición           | Partidos | Goles | Asistencias | Promedio |
| --------------------- | -------- | ----- | ----------- | -------- |
| Liga                  | 174      | 6     | 20          | 0,04     |
| Copas nacionales      | 14       | 1     | 3           | 0,07     |
| Copas internacionales | 17       | 1     | 1           | 0,06     |
| Selección de Alemania | 10       | 2     | 1           | 0,20     |
| Selecciones juveniles | 51       | 6     | 5           | 0,12     |
| Total                 | 266      | 16    | 30          | 0,06     |

## Palmarés

### Títulos nacionales
| Título                | Club              | País     | Año  |
| --------------------- | ----------------- | -------- | ---- |
| Supercopa de Alemania | Borussia Dortmund | Alemania | 2019 |
| Copa de Alemania      | Borussia Dortmund | Alemania | 2021 |